# (20547) 1999 RD105
A (20547) 1999 RD105 a Naprendszer kisbolygóövében található aszteroida. A LINEAR projekt keretében fedezték fel 1999. szeptember 8-án.